# David Prieto
David Prieto Gálvez (* 2. Januar 1983 in Sevilla) ist ein spanischer Fußballspieler, welcher seit der Saison 2010/11 bei CD Teneriffa in der spanischen Segunda División spielt.

## Karriere
Prieto begann seine Karriere in der Jugendmannschaft des FC Sevilla, wo er 2004 in die B-Mannschaft wechselte. 2005 kam er in die erste Mannschaft des FC Sevilla. Sein Debüt für Sevilla gab er am 6. Februar 2005 gegen den UD Levante. Er kam in der Saison 2005/06 im UEFA-Cup zum Einsatz. Prieto spielte am 14. Dezember 2005 beim 4. Gruppenspiel gegen die Bolton Wanderers durch. Das Spiel endete 1:1. FC Sevilla gewann später den UEFA-Cup. In den Saisons 2006/07 und 2009/10 spielte er leihweise bei Deportivo Xerez, ehe er 2010 wieder nach Sevilla zurückkehrte.
Im Herbst 2007 bekam er die Rückennummer des verstorbenen Antonio Puerta, welches eigentlich für die Ewigkeit bei Sevilla gesperrt werden sollte. Für Prieto war die Überreichung ein stolzer Moment. Seitdem darf er die Nummer 16 tragen.

## Erfolge
- UEFA-Cup-Sieger 2006

| Personendaten    | Personendaten                             |
| ---------------- | ----------------------------------------- |
| NAME             | Prieto, David                             |
| ALTERNATIVNAMEN  | Prieto Gálvez, David (vollständiger Name) |
| KURZBESCHREIBUNG | spanischer Fußballspieler                 |
| GEBURTSDATUM     | 2. Januar 1983                            |
| GEBURTSORT       | Sevilla                                   |